# Língua sekoya
A língua Secoya ou Paikoka foi classificada como membro da família das línguas tucanas e subfamília Ocidental, sendo falada no Equador e no Peru. As demais subfamílias são o tucanoano oriental e o tucanoano central, compreendendo pelo menos quatorze línguas faladas na região do rio Uaupés e rio Içá na Colômbia e no Brasil. Incluído entre os Secoya há um número de pessoas chamadas Angoteros. Embora sua linguagem inclua apenas algumas diferenças dialetais de Secoya, não há outros obstáculos para comunicação entre ele. A língua siona da área do rio Eno, linguisticamente diferente da Siona do Putumayo apresenta algumas diferenças dialetais significativas em relação ao  Secoya. Assim, ainda são considerados parte deles. Em publicações etnográficas, os Secoya também usam outros nomes alternativos: Encabellado, Pioje (que significa "não" em Secoya).), Santa Maria, and Angutera.
A guerra equatoriana-peruana em 1941 teve um grande impacto na vida do Secoya depois que criou uma separação dos grupos locais, dividindo a região. Essa divisão resultou na obsolescência de muitos costumes e tradições que antes eram predominantes em sua cultura. No início da década de 1970, as empresas petrolíferas Texaco e Gulf entraram no Equador quando enormes reservas de petróleo foram descobertas no subsolo. Os extensos períodos de perfuração de petróleo devastaram muitas de suas áreas de assentamento, culminando em desastrosos problemas ecológicos, como contaminação da água e do solo. Ainda hoje, a Secoya ainda enfrenta muitos problemas envolvendo disputas geopolíticas, assédio por empresas petrolíferas e a colonização e assimilação da cultura mestiça. O status linguístico do grupo Siona-Secoya está ameaçado, com apenas 550 palestrantes no Equador e 680 no Peru.

## Fonologia

### Oclusivas surdas
Ac oclusivas surdas / p, t, k, kʷ / são as mesmas que o espanhol, no entanto a aspiração é mais articulada em Secoya. O fonema / t / é pronunciado com a ponta da língua em contato com os dentes superiores. O / kʷ / velar-labializado é pronunciado similarmente a / k /, mas com arredondamento dos bordos. Aglotal oclusiva / ʔ / quase desaparece quando não ocorre forte tonicidade na sílaba anterior.

### Oclusivas sonoras
Em contexto intervocálico, a oclusiva sonoro / d / é perecebida pela variante simples [r], igual ao intervocálico / r / espanhol. A pronúncia nasal é realizada com a consoante nasal [n].

### Aspiração
Os fonemas surdos / sʰ / e / h / são articulados como alveolares, tornando-os difíceis de distinguir. O / s / é pronunciado um pouco mais forte e determina um alongamento antes de uma vogal átona. O fonema / zʰ / apresenta alguma tonicidade larigeal e expressa a laringealização nas vogais adjacentes.

### Nasais
A consoante nasal]/ m / é pronunciada da mesma forma que em espanhol. O som n, que é fonêmico em outras línguas tucanoanas ocidentais, está em Secoya como uma variante de oclusiva sonoro / d /.

### Semivogais
As Semivogais / w / e / y / são quase iguais às vogais / u / e / i / respectivamente, mas mais fortemente articulados. O / w / assemelha-se ao  hu  no espanhol "huevo". Quando ocorre em uma vogal nasal adjacente, [w] torna-se nasalizado. O / y / é pronunciado quase assim em espanhol, mas o Secoya o articula com um pouco mais de atrito. Quando ocorre contíguo a uma vogal nasal, o resultado torna-se nasalizado e soa como o ñ Os [glides (lingüisticos) | glides]] / w / e / y / são quase iguais às vogais / u / e / i / respectivamente, mas mais fortemente articulados. O / w / assemelha-se ao  hu  no espanhol "huevo". Quando ocorre em uma vogal nasal adjacente, [w] torna-se nasalizado. O / y / é pronunciado quase assim em espanhol, mas o Secoya o articula com um pouco mais de atrito. Quando ocorre contíguo a uma vogal nasal, o resultado torna-se nasalizado e soa como o espanhol.

### Consoantes
O símbolo [y] em Secoya corresponde ao símbolo [j]em IPA.
|           |           | Labial | Alveolar | Palatal | Velar | Labio-velar | Glotal oclusiva |
| --------- | --------- | ------ | -------- | ------- | ----- | ----------- | --------------- |
| Oclusiva  | surda     | p      | t        |         | k     | kʷ          | ʔ               |
| Oclusiva  | sonora    |        | d        |         |       |             |                 |
| Aspirada  | surda     |        | sʰ       |         |       |             | h               |
| Aspirada  | sonora    |        | zʰ       |         |       |             |                 |
| Nasal     | Nasal     | m      |          |         |       |             |                 |
| Semivogal | Semivogal | w      |          | y       |       |             |                 |

### Vogais
As vogais posteriores são feitas com lábios arredondados e as outras são feitas com lábios não arredondados.
| Abertura | Abertura | Posição  | Posição | Posição | Posição |
| -------- | -------- | -------- | ------- | ------- | ------- |
| Abertura | Abertura | Anterior | Central | Central | Back    |
| Fechada  | Fechada  | i        | ɨ       | ɨ       | u       |
| Aberta   | Aberta   | e        | a       | a       | o       |